# Cees Dekker
Cees Dekker, född 7 april 1959 i Haren, Nederländerna, är en nederländsk forskare och professor i molekylär biofysik vid Delfts tekniska universitet, TU Delft.
Han är en välkänd profil inom nanotekniken för sin forskning på kolnanorör.

## Biografi
Dekker studerade experimentell fysik vid Universitetet i Utrecht mellan åren 1977 och 1983. Han fortsatte direkt med sin doktorsavhandling i tvådimensionella spin glass(en) som blev klar 1988.
Fram till år 1993 fortsatte han jobba som docent i Utrecht, med ett års gästforskning på IBM Research, USA mellan 1990 och 1991, men fick sedan en docenttjänst på TU Delft, där han år 2000 fick sin professorstitel. Året därpå blev han projektledare i forskningsgruppen för molekylär biofysik.
2006 blev han utnämnd till Distinguished Professor och sedan 2009 är han chef över avdelningen för bionanoteknik.

## Forskning
År 1993 började Dekker forska kring kolnanorör genom att studera elektrontransport genom organiska molekyler mellan två nanoelektroder. År 1996 kunde hans forskningsgrupp med hjälp av sveptunnelmikroskopi och nanolitografi, tillsammans med Richard Smalleys grupp, bevisa att ett kolnanorör endast är uppbyggt av en molekyl, vilket gör att de har annorlunda fysikaliska egenskaper. Många nya fenomen upptäcktes och Dekkers forskningsgrupp blev ledande inom detta område. De började undersöka nanorörens elektriska egenskaper, och 1998 tog de fram den första enmolekylstransistorn. Sedan dess har Dekker riktat in sig mer på molekylär biofysik.
Dekkers forskningsgrupp håller på med många projekt parallellt och just nu (2012) inriktar de sig på tre olika:
- Nanoporer för detektion och igenkänning av olika molekyler.[15]
- Växandet av bakterier på nanostrukturer i kisel för att kartlägga bakteriers evolution och omgivning.[16]
- Användning av olika tekniker för att ta reda på vilka fysiska aspekter som avgör bevarandet av kromatin.[17]

Dekker har publicerat 232 vetenskapliga tiddskrifter (18 juli 2012).

## Fotnoter
1. ↑  ORCID Public Data File 2023, 27 september 2023, 10.23640/07243.24204912.V1, läs onlineläs online, läst: 10 november 2023.[källa från Wikidata]
2. ↑  ORCID Public Data File 2023, 27 september 2023, 10.23640/07243.24204912.V1, läs onlineläs online, läst: 10 november 2023.[källa från Wikidata]
3. ↑  ORCID Public Data File 2023, 27 september 2023, 10.23640/07243.24204912.V1, läs onlineläs online, läst: 10 november 2023.[källa från Wikidata]
4. ↑  ORCID Public Data File 2023, 27 september 2023, 10.23640/07243.24204912.V1, läs onlineläs online, läst: 10 november 2023.[källa från Wikidata]
5. ↑  ORCID Public Data File 2023, 27 september 2023, 10.23640/07243.24204912.V1, läs onlineläs online, läst: 10 november 2023.[källa från Wikidata]
6. ↑  ORCID Public Data File 2023, 27 september 2023, 10.23640/07243.24204912.V1, läs onlineläs online, läst: 10 november 2023.[källa från Wikidata]
7. ↑  ORCID Public Data File 2023, 27 september 2023, 10.23640/07243.24204912.V1, läs onlineläs online, läst: 10 november 2023.[källa från Wikidata]
8. ↑  ORCID Public Data File 2023, 27 september 2023, 10.23640/07243.24204912.V1, läs onlineläs online, läst: 10 november 2023.[källa från Wikidata]
9. ↑  ORCID Public Data File 2023, 27 september 2023, 10.23640/07243.24204912.V1, läs onlineläs online, läst: 10 november 2023.[källa från Wikidata]
10. ↑  läs online, www.eps.org .[källa från Wikidata]
11. ↑  läs online, www.uhasselt.be .[källa från Wikidata]
12. ↑  läs online, isnsce.org .[källa från Wikidata]
13. ↑  läs online, clarivate.com , läst: 23 september 2023.[källa från Wikidata]
14. ↑  ”Short Curriculum Vitae of prof. dr. Cees Dekker” (på engelska). ceesdekker.net. Arkiverad från originalet den 2 juni 2016. https://web.archive.org/web/20160602224808/http://ceesdekker.net/files/shortCV.pdf.
15. ↑  ”Arkiverade kopian”. Arkiverad från originalet den 14 maj 2012. https://web.archive.org/web/20120514003536/http://ceesdekkerlab.tudelft.nl/research/projects/nanopores/. Läst 8 augusti 2012.
16. ↑  ”Arkiverade kopian”. Arkiverad från originalet den 23 september 2012. https://web.archive.org/web/20120923010340/http://ceesdekkerlab.tudelft.nl/research/projects/biophysics-and-evolution-of-bacteria/. Läst 8 augusti 2012.
17. ↑  ”Arkiverade kopian”. Arkiverad från originalet den 24 september 2012. https://web.archive.org/web/20120924052741/http://ceesdekkerlab.tudelft.nl/research/projects/physics-of-chromatin-maintenance/. Läst 8 augusti 2012.
18. ↑  ”Publication List” (på engelska). ceesdekker.net. Arkiverad från originalet den 2 maj 2013. https://archive.today/20130502073751/http://ceesdekker.net/html/publications.html.